# ضریب تاثیر جرم
در مهندسی ,  ضریب انتقال جرم  یک مفهوم مهم در علم انتقال جرم است که به اندازه گیری میزان انتفال جرم در فراین های انتقال اشاره دارد، این ضریب نسبت مقدار جرمی که در واحد زمان واحد سطح انتقال می یابد به تغییرات غلظت است و رابطه آن به شرح زیر است .:
{\displaystyle k_{c}={\frac {{\dot {n}}_{A}}{A\Delta c_{A}}}}
که در آن:
- {\displaystyle k_{c}} ضریب انتفال جرم  [mol/(s·m2)/(mol/m3)],  m/s
- {\displaystyle {\dot {n}}_{A}} نرخ انتقال جرم  [mol/s]
- {\displaystyle A} مساحت موثر انتقال جرم  [m2]
- {\displaystyle \Delta c_{A}}تفاوت غلظت نیروی محرکه  [mol/m3].

این ضریب برای سنجیدن انتقال جرم بین فازها مخلوط های سیال غیر متحد و یا بین یک مایع و جامد ناخالص قابل بیان است. در مهندسی شیمی و علوم مرتبط ضریب انتقال جرم به طور گسترده در طراحی فرایند ها دخیل است و میتواند از طریق روابط و قوانین نظری تخمین زده شود.

## واحد ضریب انتقال جرم
- (mol/s)/(m2·mol/m3) = m/s

واحد ضریب انتقال جرم با توجه به شرایط فرآیند انتقال از نظر ترمودینامیک فرایند  به شرح بالا است .
- https://en.wikipedia.org/w/index.php?title=Mass_transfer_coefficient&action=edit

1. ↑  Seader, J. D.; Henley, Ernest J. (23 January 1998). Separation Process Principles. New York: Wiley. ISBN 0-471-58626-9.